# Castell de Polop
El castell de Polop és una fortalesa d'origen musulmà construïda a principis del segle xii que se situa en un turó al costat de la població.

## Descripció
De planta gairebé circular, adaptada al cim del turó on se situa, comptava amb dos recintes de petita grandària, conservant-se trams de muralla de maçoneria i tapial, si bé del recinte exterior queden escasses restes en haver-se utilitzat com a accés al vell cementiri situat a l'interior.
A l'interior es conserva l'aljub i una torre de planta quadrada.